# صادق ذوالقدرنیا
صادق (میرزاحسن) ذوالقدرنیا سرتیپ سپاه پاسداران انقلاب اسلامی است، که پیش‌تر به‌عنوان معاون اقتصادی و سازندگی سپاه پاسداران فعالیت می‌کرد. وی معاون سابق هماهنگ‌کننده قرارگاه سازندگی خاتم‌الانبیاء و رئیس سابق سازمان حفاظت اطلاعات وزارت دفاع است.
رادیو فردا ۲۱ بهمن ۱۴۰۰ یک فایل صوتی از جلسه‌ سه سال پیش میان محمدعلی جعفری، فرمانده پیشین سپاه پاسداران و صادق ذوالقدرنیا منتشر کرد که از کشمکش‌های شدید میان فرماندهان ارشد سپاه در ارتباط با فساد نیروهای مرتبط با نیروی قدس سپاه، بنیاد تعاون سپاه و شهرداری تهران پرده برمی‌دارد. فایل صوتی این جلسه، در سال ۱۳۹۸، در یک کانال تلگرامی منتشر شده بود اما مورد توجه قرار نگرفت و بازتاب پیدا نکرده بود.